# Карамсина
Ка́рамсина (эст. Karamsina) — деревня в волости Сетомаа уезда Вырумаа, Эстония. Исторически относится к нулку Юле-Пелска.
До административной реформы местных самоуправлений Эстонии 2017 года входила в состав волости Меремяэ (упразднена).

## География и описание
Расположена в 4 км от эстонско-российской границы, в 25 км к востоку от уездного центра — города Выру и в 19 км к юго-западу от волостного центра — посёлка Вярска. Высота над уровнем моря — 94 м.
Климат переходный от морского к континентальному. Официальный язык — эстонский. Почтовый индекс — 65365.

## Население
В данных переписи населения 2021 года число жителей деревни не указано. По данным переписи населения 2011 года, в Карамсина проживали 2 человека, национальность неизвестна (сету в перечне национальностей выделены не были).
Численность населения деревни Карамсина по данным переписей населения:
| Год  | 1959 | 1970 | 2000 | 2011 | 2021 |
| ---- | ---- | ---- | ---- | ---- | ---- |
| Чел. | 11   | ↘ 8  | ↘ 2  | → 2  | ..   |

## История
В письменных источниках возможно 1652 года упоминается Карамзино, примерно 1790 года — Карамзина, 1904 года — Karamsinna, Кара́мзино, 1920 года — Karamsina, 1922 года — Karamsino.
На военно-топографических картах Российской империи (1866–1867 годы), в состав которой входила Лифляндская губерния, деревня обозначена (вероятно, ошибочно) как Каравилина.
В XVIII веке деревня подчинялась церкви Тайлово (эст. Taeluva); в XIX веке входила в общину Обиница. В 1977–1997 годах Карамсина была частью деревни Корски.

## Происхождение топонима
Название деревни происходит от фамилии Карамзин, которая, согласно российским источникам, имеет крымско-татарское происхождение: qara («чёрный») + mirza (татарский аристократический титул). В Тверской области России есть две деревни под названием Карамзино.

## Комментарии
1. ↑  Эстонские топонимы, оканчивающиеся на -а, не склоняются и не имеют женского рода (исключение — Нарва)[9].